# ديك ونايت (لاعب كرة مضرب)
ديك ونايت (بالإنجليزية: Dick Knight)‏ هو لاعب كرة مضرب أمريكي، ولد في 15 مايو 1948.

## وصلات خارجية
- ديك ونايت على موقع رابطة محترفي التنس (الإنجليزية)
- ديك ونايت على موقع الاتحاد الدولي لكرة المضرب (الإنجليزية)
- ديك ونايت على موقع خلاصة التنس.كوم (الإنجليزية)